# Kya Yehi Pyaar Hai
Kya Yehi Pyaar Hai est un film indien de Bollywood réalisé par K. Murali Mohana Rao  sorti le 22 mars 2002.
Le film met en vedette Jackie Shroff, Ameesha Patel et Aftab Shivdasani, le long métrage fut un succès moyen aux box-office.